# John Bingham

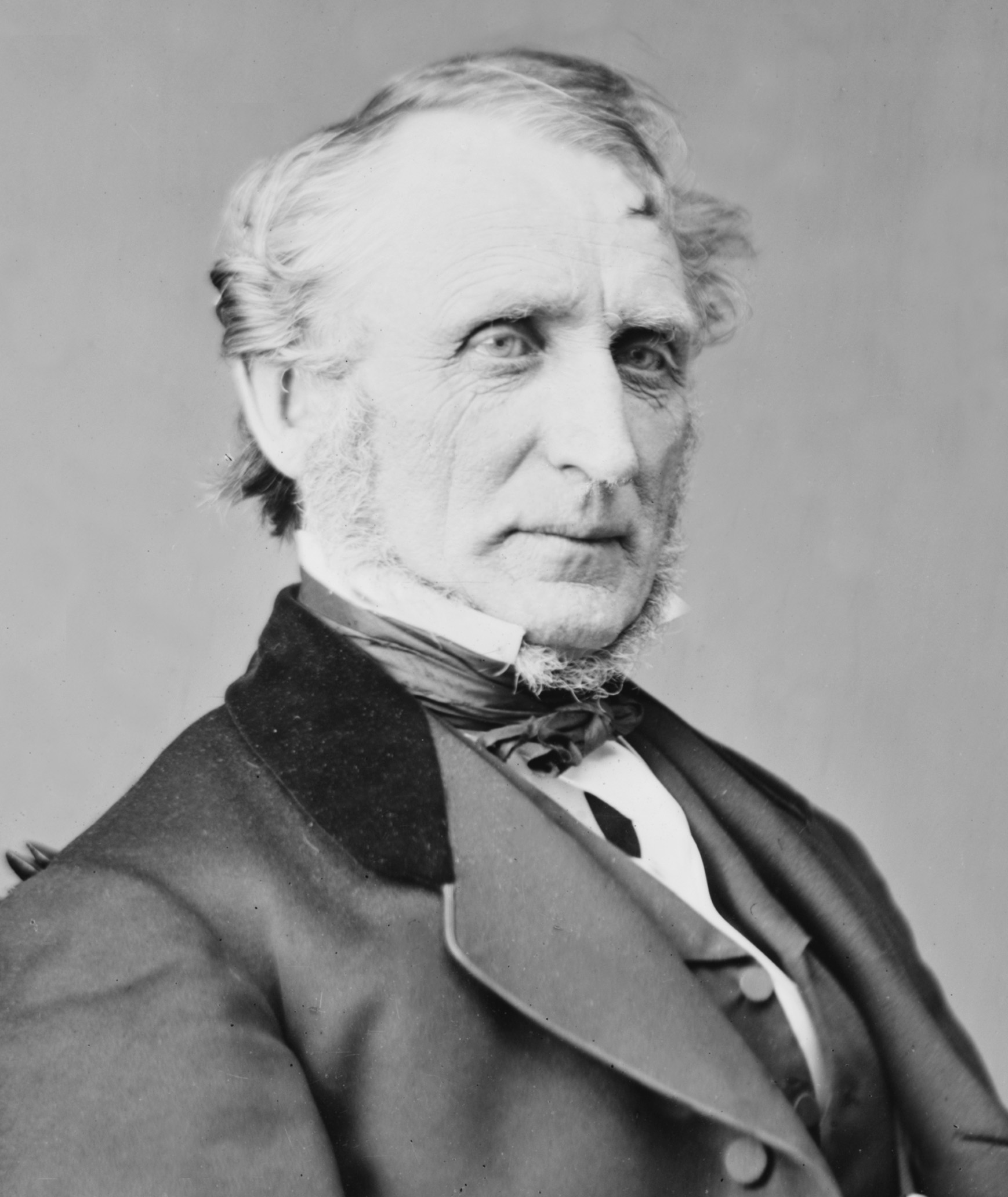
John Armor Bingham

John Armor Bingham (* 21. Januar 1815 in Mercer, Mercer County, Pennsylvania; † 19. März 1900 in Cadiz, Ohio) war ein US-amerikanischer Politiker der Opposition Party und der Republikanischen Partei. Von 1855 bis 1863 und von 1865 bis 1873 war er Mitglied des Repräsentantenhauses der Vereinigten Staaten für den 16. und den 21. Kongressdistrikt des Bundesstaates Ohio. Er gilt als Initiator des 14. Zusatzartikels zur Verfassung der Vereinigten Staaten.

## Biografie
John Armor Bingham wurde in Mercer geboren. Dort besuchte er die öffentlichen Schulen. Nachdem seine Familie nach Ohio umgezogen war, wurde er für 2 Jahre Auszubildender bei einer Druckerei. Am Franklin College studierte er Jura. Als Rechtsanwalt zugelassen wurde er 1840. In New Philadelphia eröffnete er eine Anwaltskanzlei. Von 1846 bis 1849 war er Staatsanwalt im Tuscarawas County.
Politisch aktiv wurde er, als er 1854 als Kandidat der Opposition Party ins US-Repräsentantenhaus gewählt wurde. 1856, 1858 und 1860 wurde er als Kandidat der Republikanischen Partei wiedergewählt. 1862 verlief seine Kandidatur erfolglos. Das Repräsentantenhaus bestimmte ihn im gleichen Jahr zu einem der Verantwortlichen im Amtsenthebungsverfahren des Richters West Hughes Humphreys.
Während des Sezessionskrieges unterstützte er die Nordstaaten. Abraham Lincoln bestimmte ihn 1864 zum Judge Advocate General’s Corps. 1865 wurde er Solicitor vor dem United States Court of Claims. 1864 wurde er wiederum ins Repräsentantenhaus gewählt. Als einer der drei Richter war er an der Verhandlung nach der Ermordung Abraham Lincolns beteiligt. Am 29. Juni 1965 erging das Urteil.
Während seiner erneuten Zeit im Kongress war er maßgeblich an der Erstellung und Ausarbeitung des 14. Zusatzartikels zur US-amerikanischen Verfassung beteiligt. 1868 war er als Richter am Impeachment-Verfahren gegen Präsident Andrew Johnson beteiligt. 1873 schied er endgültig aus dem Kongress aus. Präsident Ulysses S. Grant ernannte ihn 1873 zum US-amerikanischen Gesandten in Japan. Dort diente er bis 1885. Er zog sich ins Privatleben zurück und starb 1900 in Cadiz. Dort wurde er auf dem Union Cemetery beigesetzt.